# Düzdidil Hanim
Düzdidil Hanım (turco ottomano: دزددل قادین, lett. "ladra di cuori"; 1825 – Istanbul, 18 agosto 1845) è stata una nobile abcasa e una consorte del sultano ottomano Abdülmecid I.

## Origini
Düzdidil nacque nel 1825. Era di famiglia nobile, metà circassa di ascendenza Utuh e metà abcasa. Da bambina, venne mandata alla corte ottomana, dove venne educata sotto la tutela del tesoriere di Palazzo, suo lontano parente. 

## Consorte imperiale
Nel 1840, venne presentata al sultano ottomano Abdülmecid I dalla di lui madre, la Valide Bezmiâlem Sultan. Abbagliato dalla sua bellezza e dalla sua abilità nel suonare il piano, la prese come consorte. Le venne dato il rango di "BaşIkbal" (prima favorita), col titolo di Düzdidil Hanım. Secondo alcune fonti, per un po' fu elevata anche al rango di "Terza Kadın", col titolo di Düzdidil Kadın, ma la cosa non è certa. 
Diede al sultano quattro figlie, di cui solo una, Cemile Sultan, sopravvisse.  
Era descritta come una donna di notevole bellezza, ma di carattere ribelle e altezzoso.

## Morte
Nel 1845, stesso anno di nascita e morte della sua ultima figlia, si ammalò di tubercolosi. Venne separata dalla figlia vivente e isolata, affidata alle cure di sua cugina materna Cican Hanim.  
Per intercedere per la sua guarigione, venne commissionato un lussuoso libro di preghiere. 
Düzdidil Hanım morì il 18 agosto 1845 e venne sepolta nella Yeni Cami. 

## Conseguenze
Alla sua morte la sua unica figlia sopravvissuta, Cemile Sultan, di due anni, venne adottata da Rahime Perestu Kadın, prima moglie legale di Abdülmecid, la quale non aveva figli suoi e avrebbe, in seguito, adottato anche Abdülhamid II. 

## Discendenza
Da Abdülmecid I, Düzdidil Hanım ebbe quattro figlie:
- Neyire Sultan (13 ottobre 1841 - 14 gennaio 1844). Gemella di Münire Sultan. Nata a Palazzo Beşiktaş e sepolta nella moschea Nurosmaniye.
- Münire Sultan (13 ottobre 1841 - 18 dicembre 1841). Gemella di Neyire Sultan. Nata a Palazzo Beşiktaş e sepolta nella moschea Nurosmaniye.
- Cemile Sultan (17 agosto 1843 - 26 febbraio 1915). Dopo la morte di sua madre nel 1845 venne adottata da Rahime Perestu Kadin. Si sposò una volta ed ebbe tre figli e tre figlie.
- Samiye Sultan (23 febbraio 1845 - 15 aprile 1845). Nata a Palazzo Topkapi e sepolta nella Yeni Cami.

## Cultura popolare
- Düzdidil è un personaggio del  romanzo storico del 2009 di Hıfzı Topuz, Abdülmecit: İmparatorluk Çökerken Sarayda 22 Yıl: Roman.